# Adeganha
Adeganha era una freguesia portuguesa del municipio de Torre de Moncorvo, distrito de Braganza.

## Historia
Afectada por un intenso proceso de despoblación (llegó a tener 1204 habitantes en el censo de 1950 y conservaba 770 en el de 1981), la freguesia fue suprimida el 28 de enero de 2013, en aplicación de una resolución de la Asamblea de la República portuguesa promulgada el 16 de enero de 2013 al unirse con la freguesia de Cardanha, formando la nueva freguesia de Adeganha e Cardanha.

## Organización territorial
Consta de cinco núcleos de población: Adeganha, Póvoa, Nozelos, Estevais de Vilariça y Junqueira, siendo los dos últimos antiguas sedes de freguesias autónomas, anexionadas a Adeganha en 1930. Su densidad de población era de 7 hab/km².

## Patrimonio
En el patrimonio histórico-artístico de la antigua freguesia cabe destacar la iglesia matriz de Santiago el Mayor, las ruinas del poblado medieval de Vila Velha de Santa Cruz y el castro de Baldoeiro.